# José Izquierdo Martínez
José Izquierdo Martínez (Arnedo, La Rioja, 3 de agosto de 1980) es un futbolista español que juega como central derecho en el Club Deportivo Esporlas, del grupo Balear de la Tercera División Española.

## Biografía
Se formó en la cantera del Club Atlético Osasuna, Tajonar, debutando en el primer equipo en la temporada 2001-2002, consiguiendo ser finalista de la Copa del Rey y obteniendo la clasificación para la Liga de Campeones por primera vez en la historia del club de Navarra. 
Al finalizar la temporada 2007-08, tras 108 partidos de liga en primera, abandonó su club de origen tras la finalización del contrato, fichando por el Gimnàstic de Tarragona, en un contrato de un año. 
Tras esta época en el club tarraconense llegó al club de su tierra, a la Unión Deportiva Logroñés, de la que formó parte durante dos temporadas. 
Desde la temporada 2011-12 forma parte de la plantilla del Club Deportivo Atlético Baleares.

## Clubes
| Club                     | País   | Categoría | Año       | PJ | Goles |
| ------------------------ | ------ | --------- | --------- | -- | ----- |
| Osasuna B                | España | 2ª B      | 1998-1999 | 32 | 0     |
| Osasuna B                | España | 2ª B      | 1999-2000 | 32 | 0     |
| Osasuna B                | España | 2ª B      | 2000-2001 | 30 | 0     |
| Osasuna B                | España | 2ª B      | 2001-2002 | 14 | 0     |
| Osasuna                  | España | 1ª        | 2001-2002 | 13 | 0     |
| Osasuna                  | España | 1ª        | 2002-2003 | 13 | 0     |
| Osasuna                  | España | 1ª        | 2003-2004 | 35 | 1     |
| Osasuna                  | España | 1ª        | 2004-2005 | 20 | 0     |
| Osasuna                  | España | 1ª        | 2005-2006 | 7  | 0     |
| Osasuna                  | España | 1ª        | 2006-2007 | 11 | 1     |
| Osasuna                  | España | 1ª        | 2007-2008 | 9  | 0     |
| Gimnàstic de Tarragona   | España | 2ª        | 2008-2009 | 20 | 0     |
| Unión Deportiva Logroñés | España | 2ª B      | 2009-2010 | 27 | 0     |
| Unión Deportiva Logroñés | España | 2ª B      | 2010-2011 | 30 | 0     |
| CD Atlético Baleares     | España | 2ª B      | 2011-2012 | 0  | 0     |

Debut en 1ª División: 8 de septiembre de 2001 Villarreal C. F. 3 – Osasuna 0
| Temporadas 1ª | Partidos 1ª | Goles 1ª | Partidos en Copa | Goles en Copa | Internacional |
| ------------- | ----------- | -------- | ---------------- | ------------- | ------------- |
| 7             | 108         | 2        | 14               | 0             | Ninguna       |